# Estadi Nacional de Polònia
L'Estadi Nacional de Polònia (en polonès: Stadion Narodowy) és un estadi de futbol de Varsòvia, Polònia, que es troba al terreny de l'antic Stadion Dziesięciolecia. L'estadi fou inaugurat oficialment el 29 de gener de 2012 i és la seu de la Selecció de futbol de Polònia.
L'estadi té una capacitat de 58.145 espectadors asseguts, això el fa ser l'estadi de futbol més gran de Polònia. Va començar a construir-se el 2008 i va acabar el novembre de 2011. Es troba a l'avinguda Zieleniecka, al districte de Praga Południe, prop del centre de la capital polonesa. L'estadi té un sostre retràctil de PVC únic que es desenvolupa a partir d'un niu en una agulla suspès sobre el centre del camp. El sostre és semblant al BC Palace de Vancouver i al Commerzbank Arena a Frankfurt, Alemanya.
Fou l'amfitrió del partit inaugural del Campionat d'Europa de futbol 2012, dos partits de grup, uns quarts de final i una semifinal del torneig organitzat conjuntament amb Ucraïna. L'estadi està equipat amb un terreny de joc climatitzat, camp d'entrenament, il·luminació a les façanes, sostre corredís i un aparcament subterrani. També té altres usos, com esdeveniments esportius, culturals, concerts, conferències...

## Història

### Preparatius

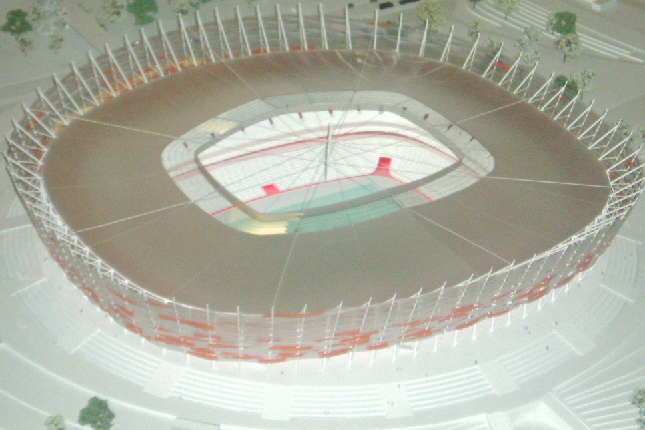
Maqueta de l'estadi realitzada presentada el 2008.

L'1 de febrer de 2008 el consorci JSK Architects Ltd. GMP - von Gerkan, Marg und Partner Architekten i SBP - Schleich Bergermann und Partner va presentar un disseny conceptual (visualització i model de l'escala) d'un nou estadi a Varsòvia.

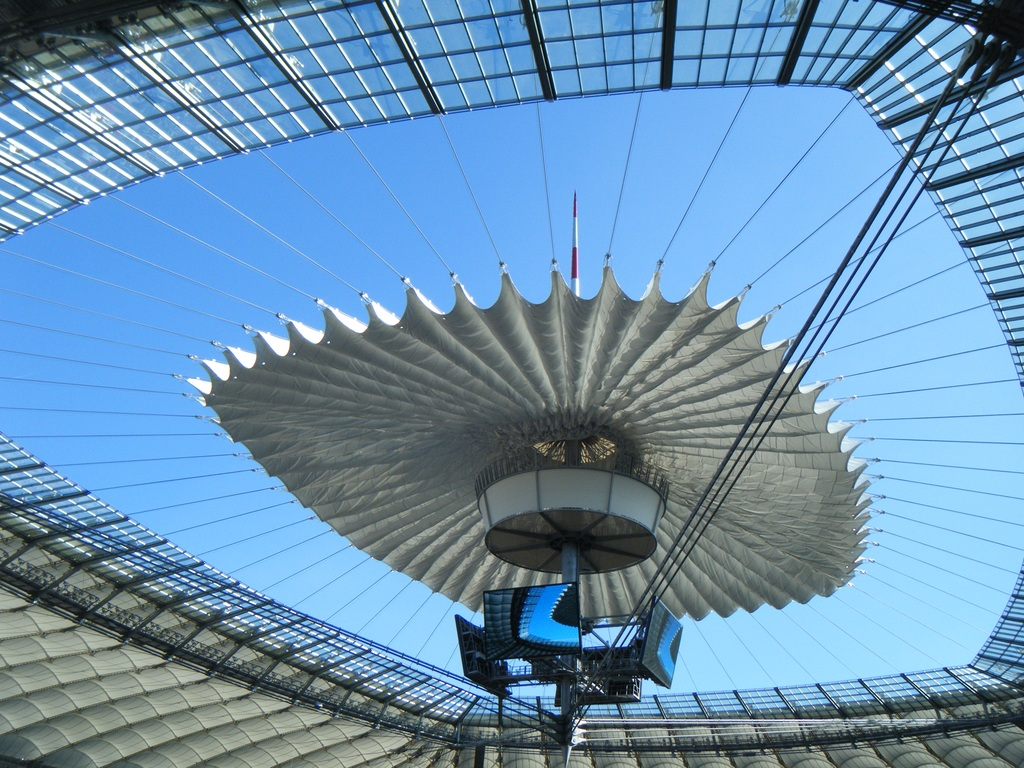
L'operació per obrir el sostre únic.

La primera pre-construcció començà a dur-se a terme el 15 de maig de 2008. Prop de 126 pilots de formigó van instal·lar-se al sòl de la conca de la tribuna del vell estadi. El 18 de juny de 2008 el National Sports Center Ltd. presentà els documents requerits per obtenir la llicència d'obra al governador de Mazòvia. La decisió favorable va concedir-se el 22 de juliol de 2008. El 26 de setembre del mateix any va signar-se un acord amb Pol-Aqua SA per executar la primera etapa dels treballs de construcció. Pocs dies després, el 7 d'octubre, va començar definitivament la construcció de l'estadi.
Al lloc de construcció, prop del Centre Nacional d'Esports, va instal·lar-s'hi una càmera web a l'aire lliure el 31 d'octubre de 2008 i tothom va poder seguir el progrés de la construcció de l'estadi. Des del començament de la segona etapa de construcció, el 29 de juny de 2009, tot el procés també va poder observar-se mitjançant l'ús de la segona càmera que s'instal·là a la torre de la rotonda de Washington. Les imatges de les càmeres encara són disponibles als llocs web oficials de l'estadi.

### Desenvolupament de la construcció
La primera etapa de construcció va incloure la demolició de les estructures de formigó de l'estadi Stadion Dziesięciolecia, la preparació de la terra, conduint uns 7.000 pilots de formigó al sòl, la construcció de 6.700 columnes de formigó i grava, i la construcció de prop de 900 pilots de construcció que ara formen els fonaments de l'estadi.

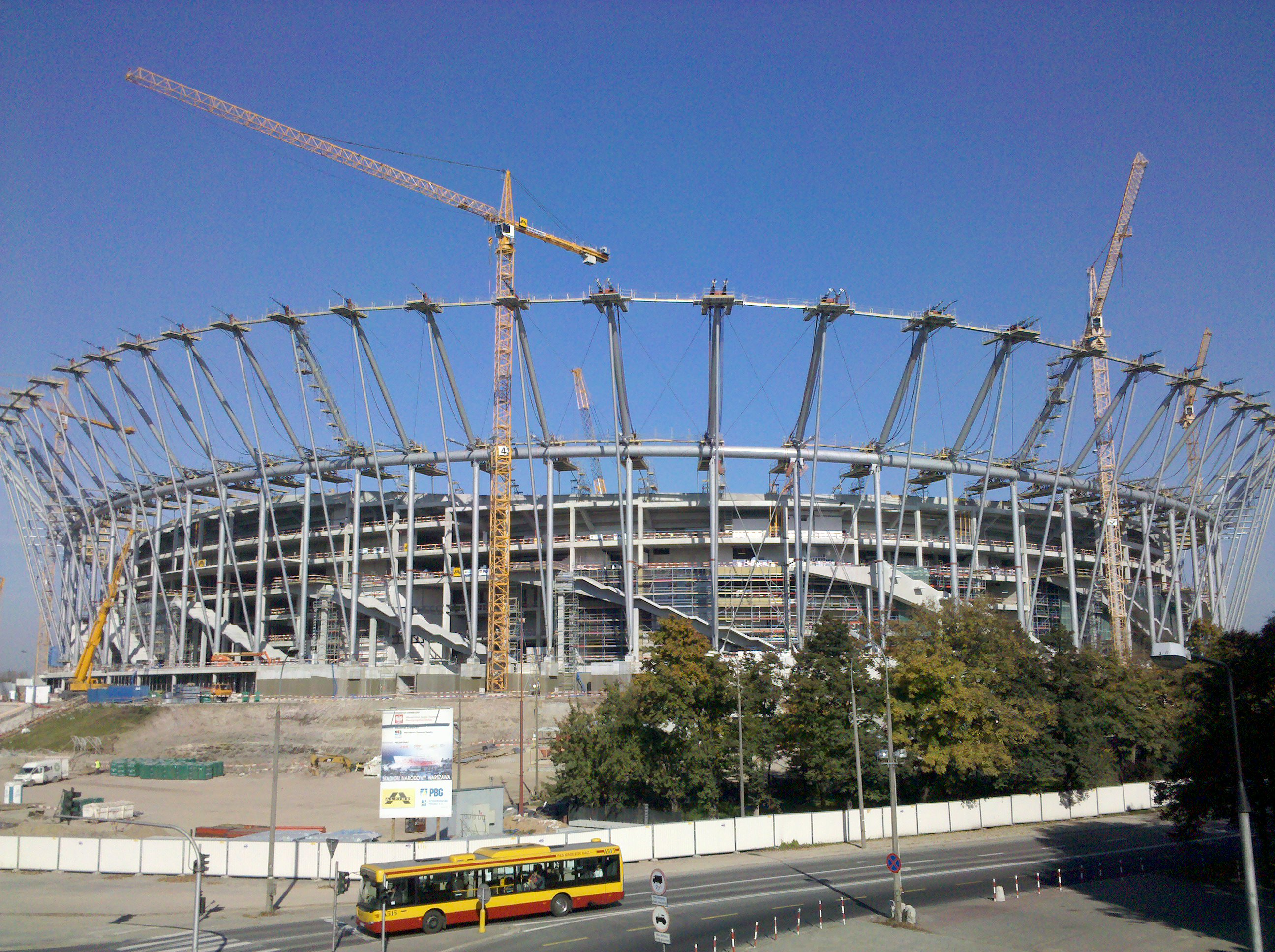
Aspecte de l'estadi l'octubre de 2010.

El 9 de març de 2009 el procés de trillat va quedar acomplert i, exactament, un mes més tard, s'obrí el termini per rebre les ofertes de les companyies que desitgessin realitzar la segona etapa de la construcció. La millor oferta fou presentada pel consorci de companyies germanoaustríac i polonès Alpine Bau Deutschland AG, Alpine Bau GmbH i Alpine Construction Poland Ltd., Hydrobudowa Poland SA i PBG SA.
A finals de setembre els primers elements de la construcció ja eren visibles des de fora de l'estadi. La pedra angular i una càpsula del temps van establir-se durant la cerimònia celebrada el 7 d'octubre de 2009. La càpsula del temps conté les banderes de Polònia, de la Unió Europea i de la ciutat de Varsòvia, els diaris del dia, monedes, bitllets de banc i altres objectes.
A finals de gener de 2010 el primer element de l'estructura del sostre va arribar a construir-se. Aquest element fou un dels 72 que passà a formar part de l'estructura del sostre d'acer massiu. Cadascun pesa al voltant de 48 tones i fa 12,5 metres d'alçada. La finalització de la instal·lació de tots els elements prefabricats va dur-se a terme el 13 d'agost de 2010, que representen tota l'estructura de les tribunes de l'estadi. Deu dies més tard totes les obres de formigó havien quedat ja acabades.

### Inauguració
L'Estadi Nacional fou planejat en un inici per al 30 de juny de 2011. L'obertura de l'estadi estava prevista al públic el 22 de juliol de 2011, mentre que la inauguració oficial se celebraria el 27 d'agost. A causa de la construcció, l'esdeveniment de la inauguració va passar a gener de 2012 i només la il·luminació inaugural de la façana de l'estadi va dur-se a terme a l'agost. El partit contra Alemanya s'havia programat per al 6 de setembre de 2011, però finalment va fer-se a Gdańsk.
Les obres de construcció foren oficialment concloses el 29 de novembre de 2011. Un dia després, Rafal Kapler, president del Centre Nacional d'Esports, presentà a l'administrador del terreny una aplicació necessària per obtenir un certificat d'ocupació. La cerimònia oficial d'inauguració de l'estadi va tenir lloc el 29 de gener de 2012. L'esdeveniment fou celebrat amb concerts de grups polonesos com Voo Voo i Haydamaky, Zakopower, Coma, T. Love i Lady Pank, i va acabar amb castells de foc de nit. El 10 de febrer de 2012 la instal·lació de la calefacció i sistemes de reg van quedar completades.

## Característiques

### Arquitectura
El contractista general de l'estadi fou un consorci germanoaustríac i polonès encapçalat per Alpine Bau i integrat per Alpine Bau Deutschland, Alpine Construction Poland, PBG SA i Hydrobudowa Poland SA. L'acord es feu per triplicat i compta amb 250 pàgines. La data de finalització es fixà per a 24 mesos des de la data de la signa del contracte. En el procés de construcció varen participar-hi al voltant de 1.200 treballadors.

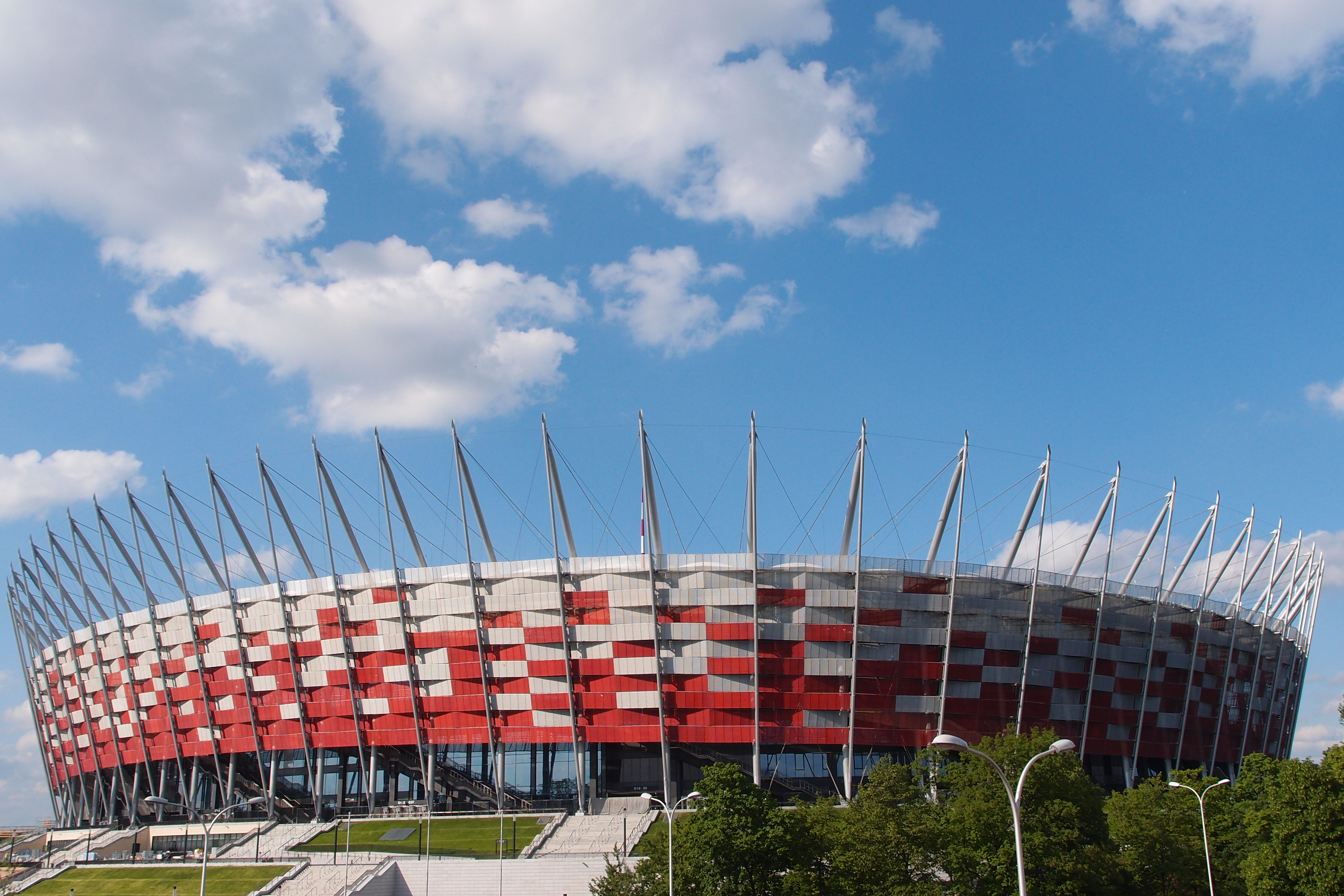
Façana exterior de l'estadi.

L'estadi té una capacitat de 58.145 espectadors asseguts durant els partits de futbol i fins a 72.900 durant els concerts i altres esdeveniments (inclosos 106 llocs per a persones discapacitades). La cubicació total de l'estadi (sense sostre) és de més d'1.000.000 m² i la superfície total de 204.000 m². Les dimensions de l'estructura del sostre retràctil és de 240 x 270 m. La llargària total del passeig inferior és de 924 m. L'agulla està penjada a una alçada de 124 metres sobre el riu Vístula i a uns 100 metres per damunt del terreny de joc. L'estadi compta amb el centre de conferències més gran de Varsòvia, amb capacitat per a 1.600 assistents, amb un espai de 25.000 m² per a oficines comercials. L'aparcament subterrani té capacitat per a 1.765 cotxes i es troba sota el terreny de joc. A més de totes aquestes instal·lacions, l'estadi també compta amb restaurants, gimnasos, un pub i 69 llotges de luxe.
És una instal·lació poliesportiva que permet l'organització d'esdeveniments esportius, concerts musicals i esdeveniments culturals. A més a més, també serveix com a lloc d'oficines, mercat, hotel i punt gastronòmic.

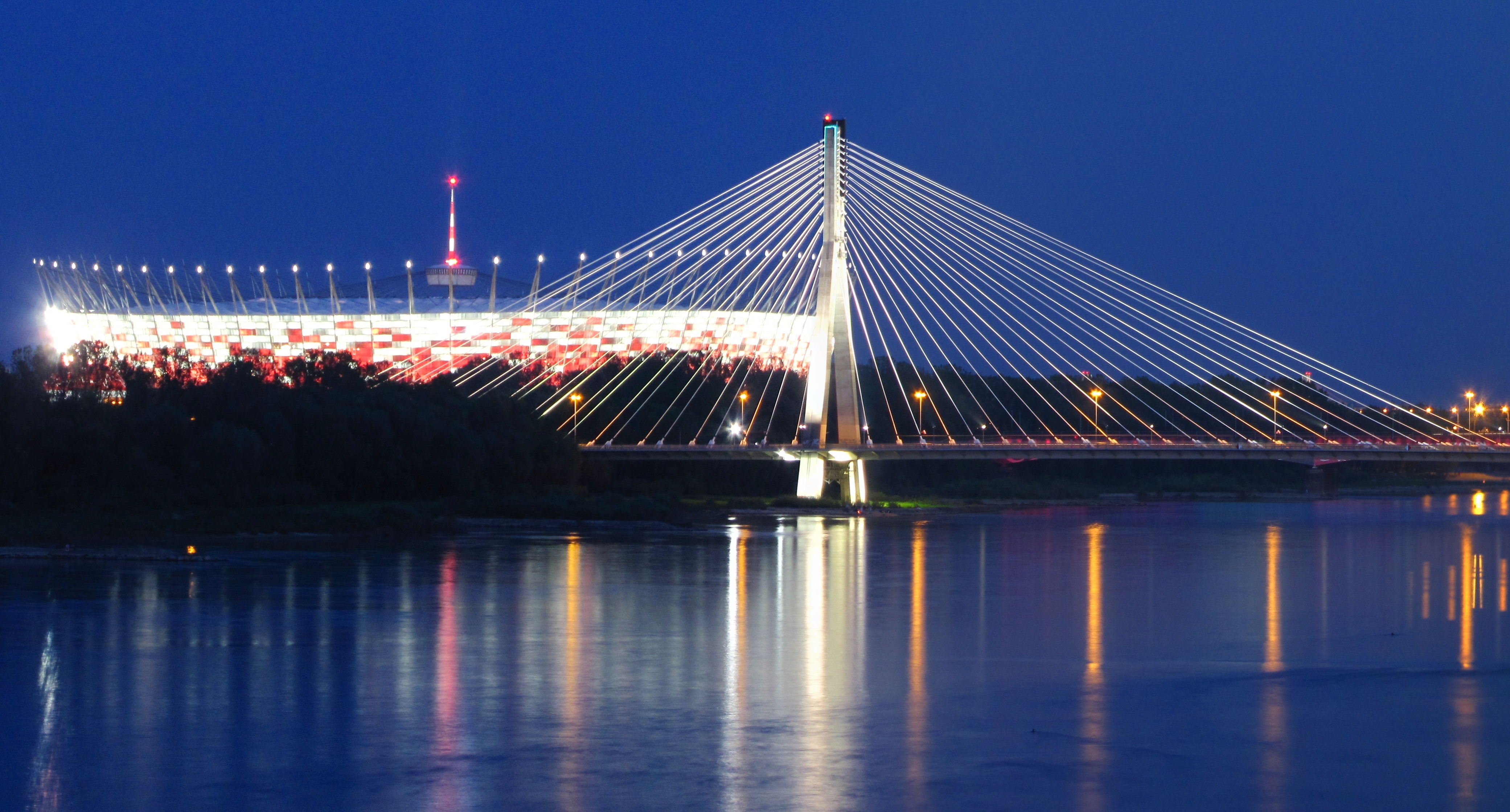
L'Estadi Nacional i el pont Most Świętokrzyski des del Vístula.

### Disseny exterior
La façana de l'estadi conté els colors nacionals de Polònia: el blanc i el vermell. També s'han fet servir els mateixos colors per als seients de les grades. La façana, una malla pintada que fou importada des de l'estat espanyol, està coberta d'alumini a l'interior i de vidre a les elevacions. L'estadi és una estructura oberta, ço és, la manca de façana tancada, per això la temperatura de l'interior és semblant a l'ambiental, tot i el sostre tancat. Aquesta mena de construcció de la façana permet la ventilació natural de les grades i afavoreix l'accés de la llum natural.
Les elevacions s'estenen en una construcció de gran abast de canonades que foren fabricades a Itàlia. Aquesta estructura és totalment independent de la construcció de les tribunes de formigó i és fonamental per al sostre retràctil. Gràcies a això els dissenyadors poden dissenyar lliurement l'espai que hi ha sota les grades.

### Terreny de joc
L'estadi està equipat amb un terreny de joc amb un sistema de calefacció integrat. Durant l'organització d'esdeveniments com concerts, la gespa queda coberta amb un panell especial que cal que sigui retirat cinc dies després de la instal·lació com a màxim.

### Grades
L'estructura es compon de tribunes de dos nivells, superior i inferior, amb una capacitat de 58.145 espectadors. Tots els seients de l'estadi foren proporcionats per la companyia polonesa Forum Seating, pertanyent al Grup Nowy Styl, a Krosno. Hi ha 900 seients per als mitjans de comunicació i premsa, més de 4.600 seients prèmium dissenyats per als convidats especials, 106 seients per a persones discapacitades i més de 800 places a les zones VIP.

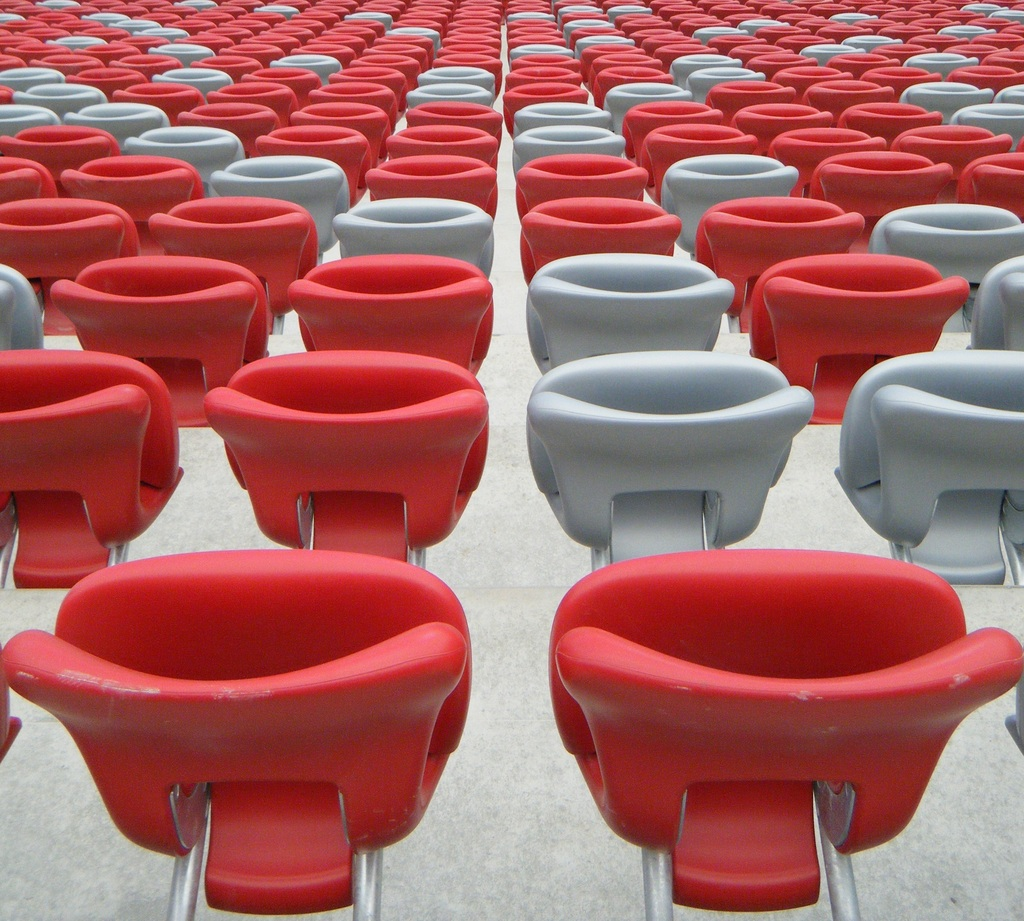
Seients de plàstic amb els colors de la bandera polonesa a l'estadi.

Sota les grades es troben els vestidors, sales de conferència i sala d'estar amb una superfície total de 130.000 m². L'edifici té vuit plantes amb diverses alçades. El punt més alt a les tribunes es troba a 41 m d'alçada sobre el terreny de joc de l'antic estadi Stadion Dziesięciolecia, mentre que el punt més alt de l'estructura del sostre d'acer està a 70 m per sobre del terreny de joc. El sostre no només cobreix les grades, sinó també el terreny de joc.

### Sostre retràctil
Parcialment transparent, el sostre retràctil del recinte es feu amb fibra de vidre coberta amb tefló. Aquest tipus de material és resistent als factors climàtics com la pluja, la calor i pot suportar fins a 18 cm de neu. La tecnologia de producció prové de la companyia alemanya Hightex GmbH. Els elements tèxtils es produïren a Bangkok per l'Asia Membrane Co. Ltd.
El procés d'obrir o tancar el sostre triga uns 20 minuts i podria dur-se a terme només a temperatures superiors a 5 °C. El sistema d'accionament es fa servir per estirar la membrana durant el procés d'obertura i per plegar el material durant el procés de tancament del sostre. El pes total d'acer dels cables que suporten l'estructura del sostre és de 1.200 tones. Sota el sostre hi ha quatre pantalles LED gegants.